# Carl Johann Becker-Gundahl

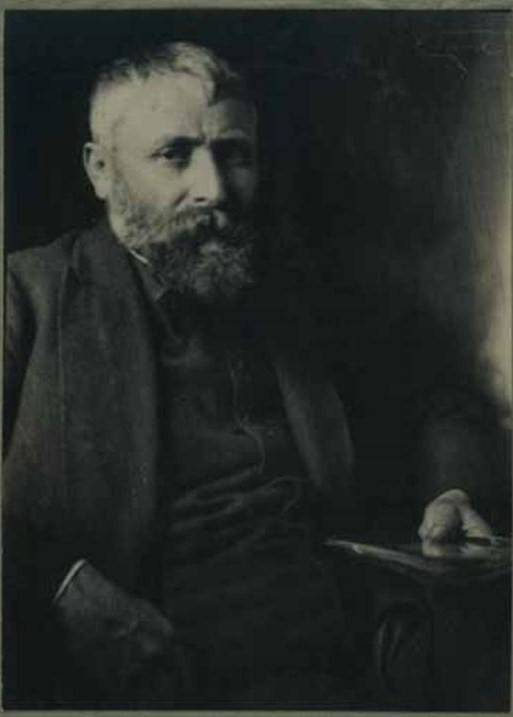
Carl Johann Becker-Gundahl (1907)

Carl Johann Becker-Gundahl, auch Karl Johann Becker-Gundahl (* 4. April 1856 in Ballweiler, heute Saarland, damals Königreich Bayern, Rheinkreis; † 16. November 1925 in Solln) war ein deutscher Kirchenmaler und Zeichner des Jugendstils und Impressionismus sowie Hochschullehrer an der Akademie der bildenden Künste München und Mitglied der Münchner Sezession.

## Leben
Carl Johann (häufig auch: Karl-Johann) Becker-Gundahl besuchte nach einer Schreinerlehre eine Zeichenschule in Mannheim und arbeitete ab 1873 bei einem Bildhauer in München. 1875 trat Becker-Gundahl in die Münchner Akademie ein und wurde Schüler von Wilhelm von Diez und Ludwig von Löfftz. Nach einigen kurzfristigen Beschäftigungen, wie etwa als Zeichenlehrer in Kiel, kehrte er 1882 nach München zurück und studierte in der Klasse bei Gabriel von Max. Er entwickelte einen Monumentalstil, der ihn zu einem der erfolgreichsten selbstständigen Münchner Wandmaler seiner Zeit machte. Für das Gemälde Der Austräglerin Ende (1884) wurde er in Berlin mit dem Großen Staatspreis ausgezeichnet. 1892 zählte Becker, der sich den Namenszusatz Gundahl nach seiner Großmutter zugelegt hatte, zu den Begründern der Münchner Sezession und steuerte Zeichnungen zu den Zeitschriften Die Jugend und Fliegende Blätter bei. Ab 1900 bekam er größere Aufträge für Fresken und Mosaiken in Kirchen wie etwa Sankt Maximilian in der Münchener Isarvorstadt (ehemaliger Marienaltar, Mosaik der Stirnwand des Seitenschiffs „Verherrlichung Mariae“, Maximiliansstatue in Apsis) und Sankt Johann Baptist in München-Solln (Hochaltarbild „Die Taufe Jesu durch Johannes am Jordan“) oder für das Fresko der Kriegergedächtniskapelle in Jockgrim.

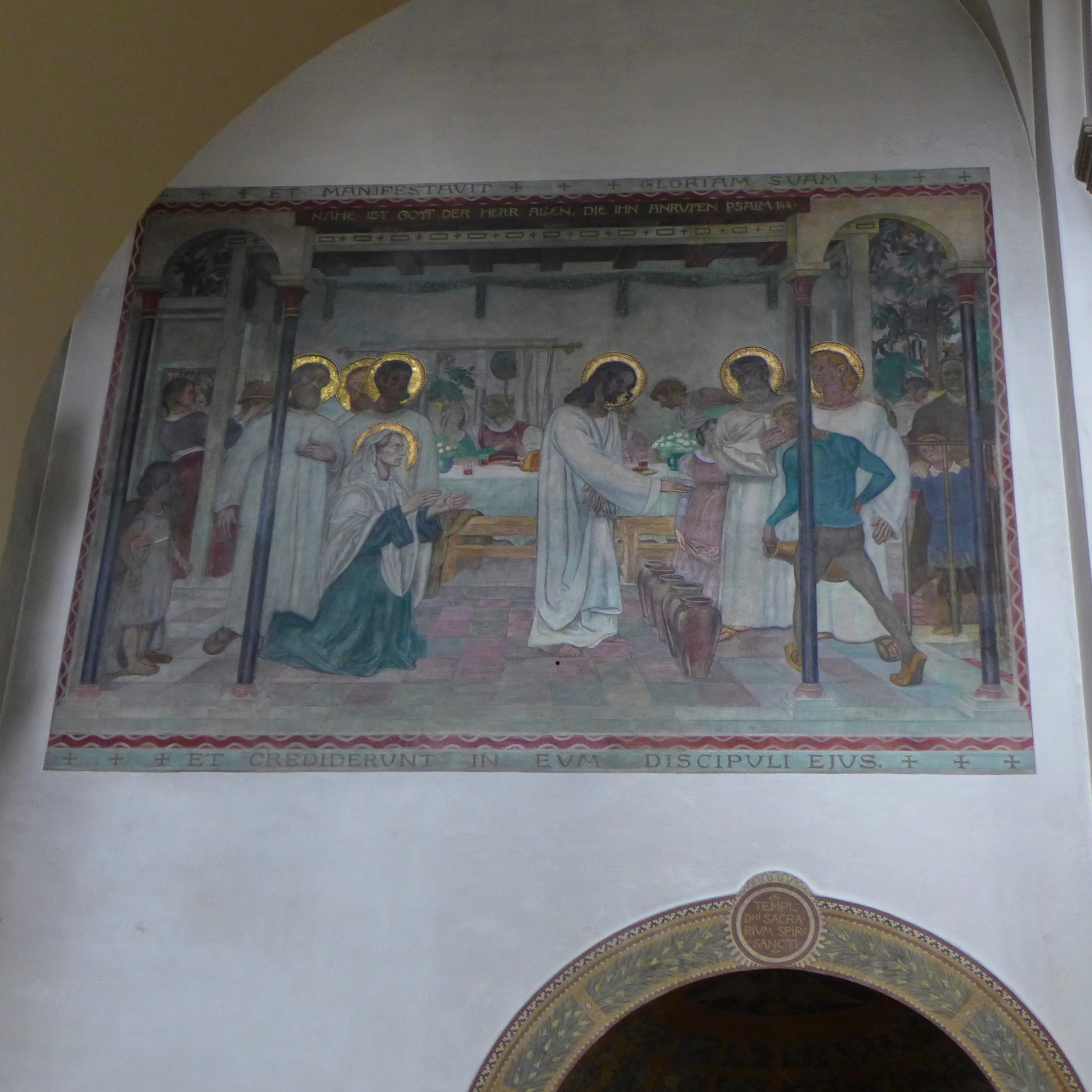
St. Anna im Lehel, Gemälde „Hochzeit zu Kana“ (1907/1908)
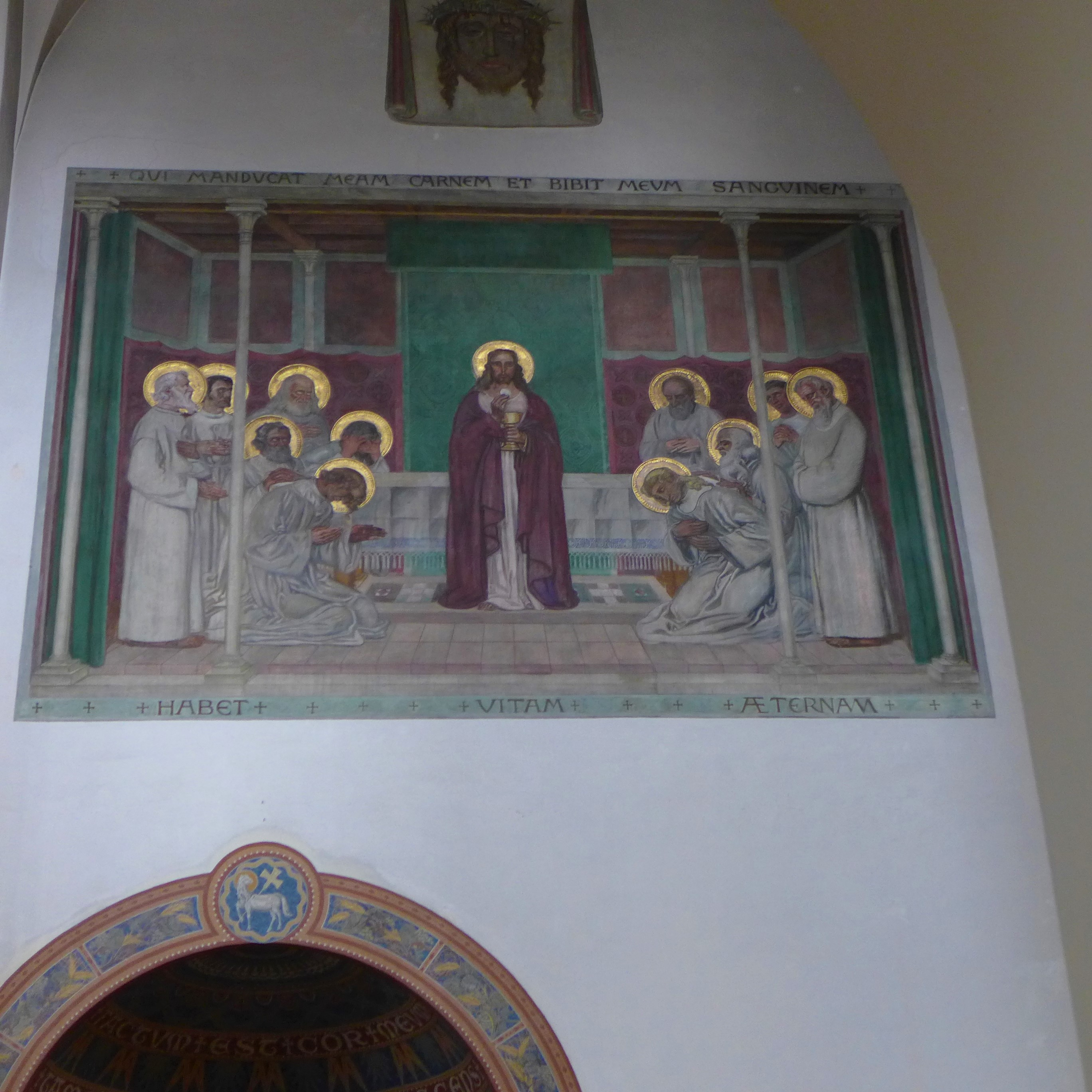
St. Anna im Lehel, Gemälde „Kommunion der Apostel“ (1907/1908)

Seine bedeutendsten kirchlichen Werke sind die in den Jahren 1907/08 entstandenen Fresken Hochzeit zu Kana und Kommunion der Apostel im Querschiff der Sankt-Anna-Kirche in München. Im Jahr 1914 entstand seine Kriegskreuzigung, die sich heute in der Pfalzgalerie Kaiserslautern befindet und wie auch sein Bild Betende Bäuerinnen als Beleg für den christlichen Bezug seiner Werke gilt.
Im Jahr 1906 wurde er zum Professor für Zeichnen und Monumentalmalerei an der Münchener Akademie der Künste berufen, wo er bis 1924 unterrichtete. Zu seinen Schülern zählten unter anderem Franz Doll, Heinrich König, Hermann Kaspar, Christian Schad, Alois Bergmann-Franken, Paula Wimmer, Peter von Ostrowski, Josef Hendel, Oskar Martin-Amorbach, Fritz Harnest, Richard Huber, Franz Zettler, Margarethe Raabe, Christian Hess, Hans Egger, Paul Hermann Schoedder, Karl Böhmer, Max Eschle, Wilhelm Breyvogel, Rudolf Schmalfuß, Alfons Zeileis, Rudolf Fuchs und viele andere.

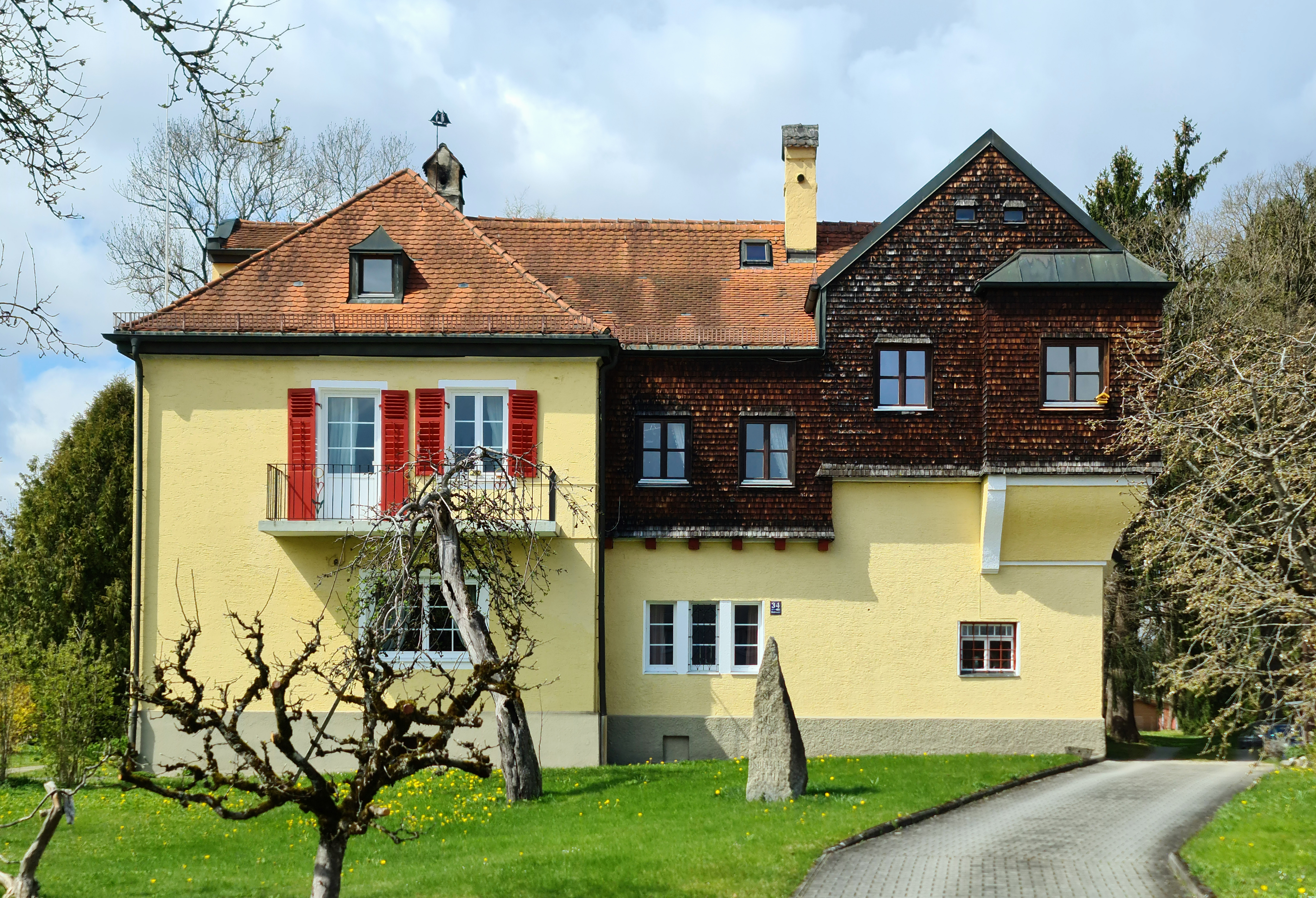
Wohnhaus und Atelier in Solln

Becker-Gundahl starb 1925 in Solln und dort sowie in seinem Heimatort Ballweiler sind Straßen und eine Schule nach ihm benannt. Sein Grab befindet sich am Waldfriedhof Solln (41-3-30). Er hinterließ zahlreiche Werke, wie etwa Ölgemälde, Studien, Zeichnungen und Entwürfe für Kirchenfresken, welche noch heute öfters bei Auktionen auftauchen.